# شهرستان مخمور
شهرستان مَخمور از شهرستان‌های جنوبی استان اربیل عراق است.
حکومت صدام حسین در عراق در راستای سیاست عربی‌سازی خود این شهرستان را به استان نینوا ملحق کرد و امروزه نیز در مورد این شهرستان مناقشه ارضی وجود دارد.
شهرستان مخمور سه بخش به نام‌های قَراج (باقرت)، گوِیر و دیبَگه (کَندِناوه) و ۳۱۹ روستا دارد. این شهرستان در دشت واقع شده و زمینی حاصلخیز دارد اما بارش کم باعث کمی محصول در آن شده است.
در این شهرستان ذخایر نفت و گاز زیادی قرار دارد که ادامه حوزه نفتی کرکوک است.